# Juan Gabriel Vásquez

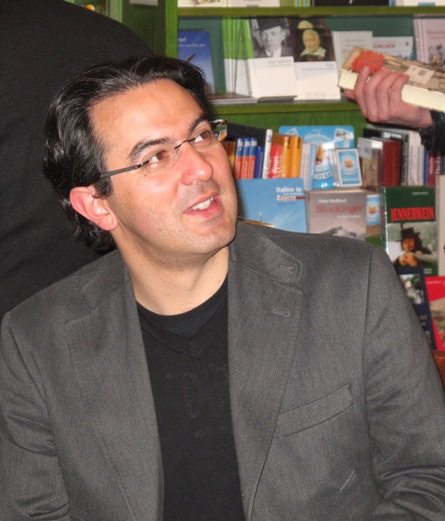
Juan Gabriel Vásquez 2011.

Juan Gabriel Vásquez, född 1973 i Bogotá,  är en colombiansk författare, skribent och översättare.
Han studerade juridik vid universitetet i sin hemstad. Efter examen flyttade han till Frankrike och bodde åren 1996-1999 i Paris där han doktorerade i latinamerikansk litteratur vid Sorbonne. Han har senare varit bosatt i Belgien och i Barcelona och därefter återvänt till sin hemstad.
Juan Gabriel Vásquez är prisbelönt för flera av sina verk. För romanen Ljudet av sådant som faller (2011, svensk översättning 2014), tilldelades han Premio Alfaguara de Novela och International IMPAC Dublin Literary Award.